# Datsun 280 ZZZAP
Datsun 280 ZZZAP bzw. 280 ZZZAP ist ein Arcade-Spiel von Midway, welches im November 1976 in den USA erschien. Das Spiel war Teil einer Werbekampagne für den Datsun 280Z.

## Spielprinzip
Der Spieler fährt mit dem o. g. Wagen eine nächtliche Straße entlang und muss dabei gefährliche Kurven sowie die Gegner meistern. Außerdem gilt es ein strenges Zeitlimit einzuhalten. Das Fahrzeug kann eine Geschwindigkeit von 320 km/h erreichen. Das Spiel ähnelt stark dem im gleichen Jahr veröffentlichten Night Driver von Atari.
Das Gerät verfügt über einen großen 23-Zoll-Monitor. Im Gegensatz zu Emulationen verfügt das Original über eine beleuchtete, farbige Hintergrundgrafik (Nachthimmel), der per Spiegel eingeblendet wird, sowie Frontteile des Fahrzeugs. Umgesetzt wurde das Spiel auch für die Spielkonsole Bally Astrocade.